# Stuart Wolfe

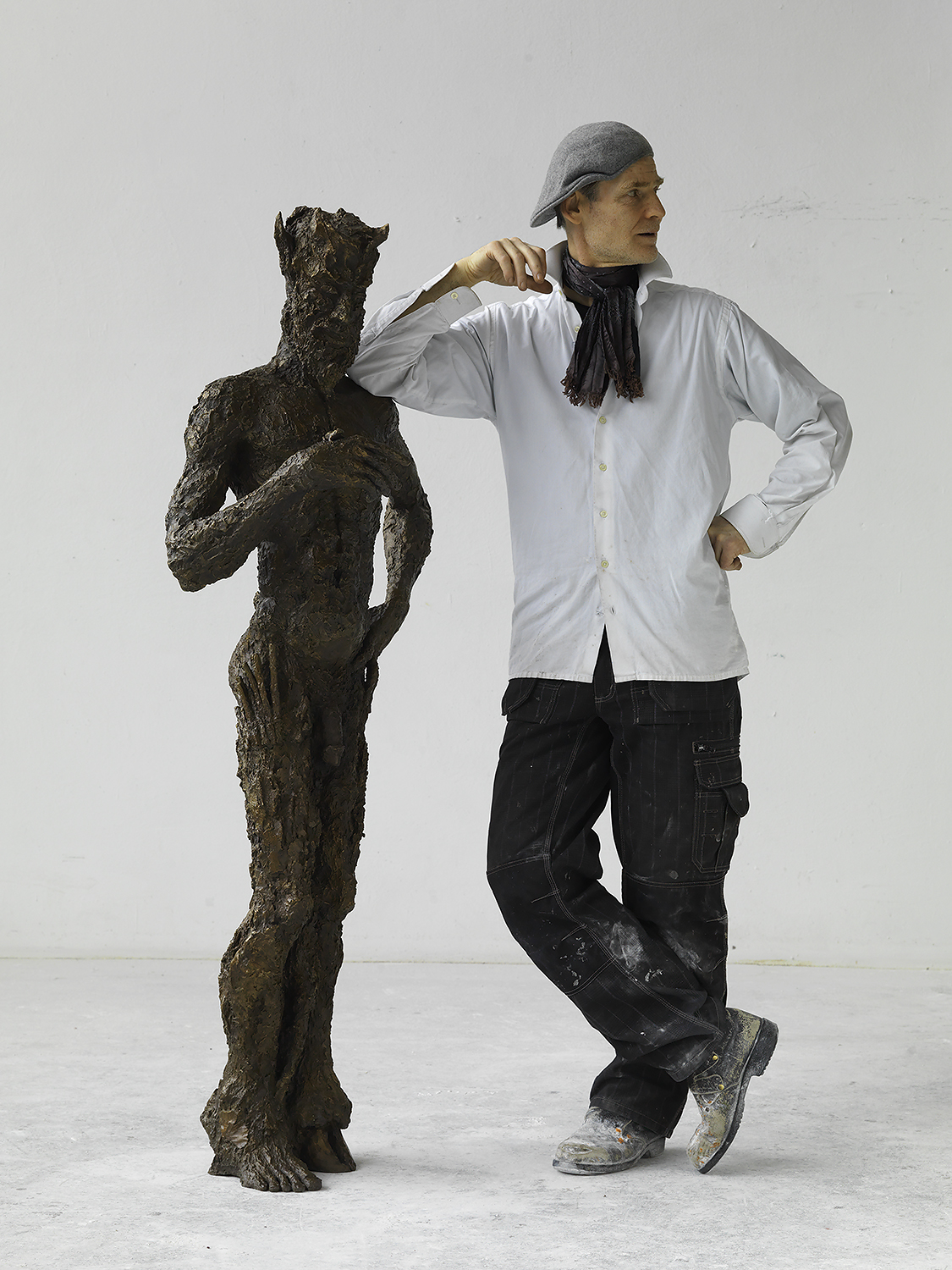
Der Künstler in der Gießerei mit seiner Bronzeskulptur Pan (2018)

Stuart Nigel Reid Wolfe (geboren in London) ist ein britischer Schauspieler, Zirkusartist, Bildhauer, Maler, Designer, Physiotherapeut und Osteopath. Bekannt ist der universelle Künstler für seine Hauptrolle in dem Film Eine Liebe wie andere auch von 1983 und für seine Figuren gegen das Vergessen, die 2006 in der Mahn- und Gedenkstätte Ravensbrück aufgestellt wurden. Er lebt und arbeitet in Berlin.

## Leben
Seine frühe Kindheit verbrachte Wolfe in London. Unmittelbar nach Errichtung der Berliner Mauer zog er 1961 mit seiner Familie nach West-Berlin. Dort besuchte er ab 1961 die Schule der Deutsch-Amerikanischen Gemeinschaft, die 1963 während der Visite des US-Präsidenten John F. Kennedy nach seiner berühmten Rede Ich bin ein Berliner in John-F.-Kennedy-Schule umbenannt wurde. Nach eigener Schilderung gelang es Wolfe, dem Präsidenten im Rahmen der feierlichen Namensverleihung die Hand zu schütteln.
An den Studentenprotesten in West-Berlin beteiligte sich der zwölfjährige Wolfe gemeinsam mit dem Schulsenator Carl-Heinz Evers. Nach einem anschließenden Aufenthalt 1968 bis 1970 mit der Familie in Bangalore in Indien, wo er die Bishop Cotton Boys School besuchte, kehrte Wolfe nach Berlin an die John-F.-Kennedy-Schule zurück, die er 1975 mit einem High School Diploma (12. Klasse) abschloss.
Den Einstieg in ein künstlerisches Umfeld fand Wolfe 1975 in Berlin im Schillertheater und Schlosspark Theater, wo er mehrere Monate lang hinter den Kulissen und als Garderobier arbeitete. 1976 jobbte er einige Monate an Theatern in New York City und New Jersey. 1977 bis 1978 bereiste er Frankreich, Israel und mehrere Länder in Afrika, wobei er ein halbes Jahr lang in Paris seinen Lebensunterhalt mit Straßenmusik bestritt. Anschließend absolvierte er in London das englische Abitur. Er blieb in London und besuchte dort 1979 bis 1980 eine Schauspielklasse an der Mountview Academy of Theatre Arts. Anschließend nahm er 1981 privaten Schauspielunterricht bei Else Bongers und Otto Sander in Berlin. Darüber hinaus besuchte er in dieser Zeit für 18 Monate die Zirkus- und Artistenschule im Tempodrom. Nebenher sammelte er erste Erfahrungen als Schauspieler in Theater, Film und Fernsehen. Ab 1983 bis 1988 wirkte er in größeren Rollen in fünf Kino- bzw. TV-Produktionen mit.
Um einen anerkannten Berufsabschluss zu erwerben, der ein ständiges Einkommen garantiert, absolvierte Wolfe von 1983 bis 1985 am Oskar-Helene-Heim in Berlin eine Ausbildung zum Physiotherapeuten. Später, 1990 bis 1994, spezialisierte er sich durch eine Zusatzausbildung auf Osteopathie. Seitdem war er fast ohne Unterbrechung bis 2014 an zwei Tagen in der Woche als Osteopath tätig.
1986 entschied sich Wolfe, eine zweite künstlerische Existenz als Bildhauer, Maler und Designer aufzubauen. 1987 bis 1989 unternahm er zunächst Studienreisen rund um den Erdball mit Aufenthalten in Warschau, Prag, Rom, Florenz, Thailand, Singapur, Australien, Neu-Kaledonien, Tahiti und den USA. 1990 bis 1995 waren einige seiner Werke in diversen internationalen Ausstellungen vertreten. 1996 begann er mit Arbeiten an Wanderausstellungen und hatte weitere Studienreisen nach Malaysia, Wien, Spanien und Italien. 1997 kam es zur ersten Zusammenarbeit mit Architekten für Projekte in Berlin und Sachsenhausen. 1999 stellte er unter seinem alleinigen Namen in Frankreich und Italien aus. 2000 folgten weitere Architektur- und erstmals Fotoprojekte. Es schlossen sich Kulturreisen nach New York und durch Europa an. Mehrere Auftragsarbeiten verhalfen ihm zu einem neuen Renommee.
2003 wurde Wolfe zum Artist in Residence ernannt. An der Berlin British School begann er eine Honorartätigkeit als Lehrer für Kunst und Schauspiel. Im selben Jahr gründete er die „gallery sleeping dogs“ in der Berliner Kochstraße nahe dem Checkpoint Charlie, die er für die Dauer von zwei Jahren leitete. 2004 begann für Wolfe die mehrjährige Phase diverser Großprojekte. 2005 unternahm er deshalb zunächst eine Studienreise nach Asien, finanziert durch Jobs in Restaurierung und Architektur, ehe er ab 2006 hauptsächlich im Atelier arbeitete.
Die renommierten Projekte, aber auch zahlreiche Designarbeiten fanden 2015 ihre Präsentation auf drei Kunstmessen in der Schweiz, Berlin und Paris. Seit 2016 vermarktet Wolfe unter dem Label stw-design kunsthandwerkliche Designobjekte. 2017 und 2018 agierte er auch im Auftrag von Kunstsammlern in mehreren südeuropäischen Ländern. Seit 2019 entwickelt er seinen Stil mit neuen Techniken in Grafik und Modellierung weiter.

## Theater (Auswahl)
- 1981: Titelrolle in Klotzkopf (Autor und Regie: Chris Kurbjuhn) im Jungen Theater Berlin
- 1981: Hauptrolle in Das Leben in meiner Hand (von Peter Ustinov, Regie: Horst Frank) auf Tournee
- 1982: Rolle des Damie in Tartuffe (von Molière, Regie: Kurt Hübener) an der Freien Volksbühne Berlin
- 1982: Rolle des Masham in Das Glas Wasser (von Eugène Scribe, Regie: Helmuth Froschauer) mit Herbert Bötticher in der Komödie im Marquardt Stuttgart
- 2023/24: verschiedene Rollen und Anleitungen beim Inklusionstheater-Workshop im NHU (Nachbarschaftshaus Urbanstraße), Berlin-Kreuzberg, Mai 2023 bis Februar 2024

## Filmografie (Auswahl)

### Kino
- 1983: Eine Liebe wie andere auch (Regie: Hans Stempel und Martin Ripkens), der im Internationalen Forum des jungen Films und beim Chicago International Film Festival lief[2][3][4][5][6]
- 1984: Races (Regie: Masato Harada) mit Hiroyuki Watanabe, Leslie Malton, Claus Theo Gärtner, Deborah Sasson, Dean Reed und Patrick Stewart[7]

### Fernsehen (Auswahl)
- 1984: Cold Room – Kalter Hauch der Vergangenheit mit George Segal[8]
- 1987: in der Folge Von Frau zu Frau der Fernsehserie Alles aus Liebe mit Simone Rethel, Susanne Uhlen und Heiner Lauterbach[9]
- 1989: im ZDF-Thriller Zugzwang von und mit Mathieu Carrière und Schachweltmeister Anatoli Karpow[10]

## Arbeit als Bildhauer und Maler

### Werke (Auswahl)

#### Bildende Kunst

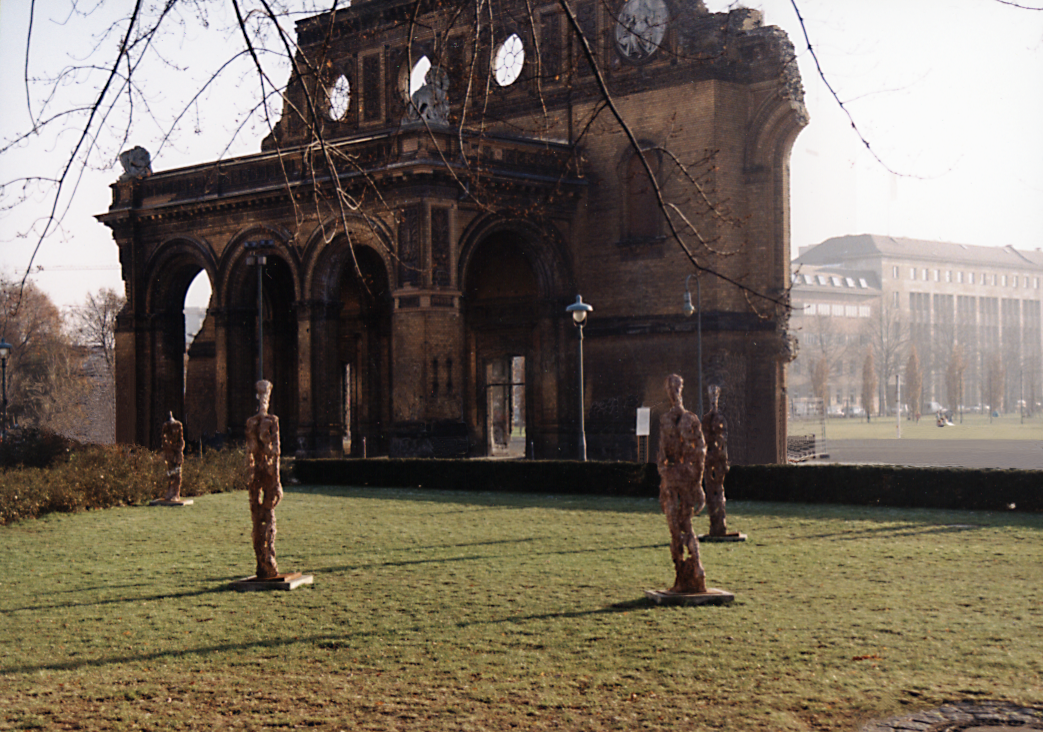
„Figuren gegen das Vergessen“ am Anhalter Bahnhof

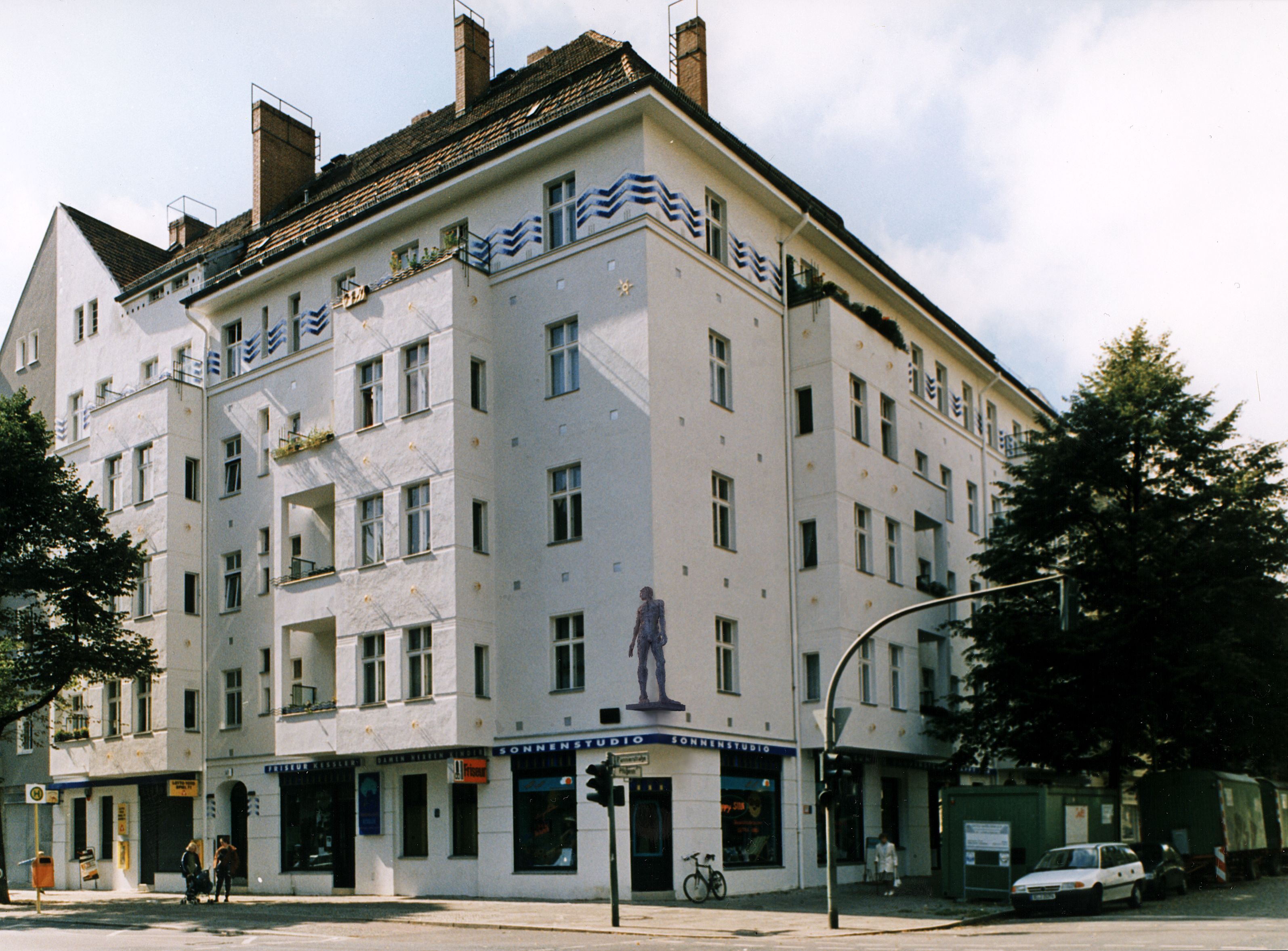
Ornamentik und Figur von Stuart Wolfe an der Fassade des Wohnhauses Pannierstraße 41, Berlin

- 1993: Grafischer Zyklus „Taurus & Equus“
- 1995: „Figuren gegen das Vergessen“ – Installation 17 überlebensgroßer Skulpturen am Anhalter Bahnhof Berlin zum Thema „Holocaust-Denkmal“, Eröffnung durch Alfred Gottwaldt von der Stiftung Deutsches Technikmuseum Berlin
- 1997–1999: „Grauer Mann“ – Skulptur im Garten des Hauses Am Priesterberg 10 in 13465 Berlin (Architekt: Oliver Collingnon)
- 1997–1999: künstlerische Gestaltung des Hauses Pannierstr. 41 in 12047 Berlin (Architekt: Holger Schweitzer)
- 1997–1999: Gestaltung des Gedenkplatzes im ehemaligen Außenlager Klinkerwerk – Jugendprojekt Sachsenhausen in Zusammenarbeit mit der Stiftung Brandenburgische Gedenkstätten
- ab 1999: Vermarktung von Skulpturen über die Kunst.AG-Internetplattform
- 2000: Telephone Box Sculptures[11]
- 2006: „Holocaust Memorial“ – Ankauf der „Figuren gegen das Vergessen“ durch die Stiftung Brandenburgische Gedenkstätten für die Mahn- und Gedenkstätte Ravensbrück, Aufstellung im ehemaligen KZ Ravensbrück[12]
- 2008 und 2010: „Hanging Forest“ – Installationsprojekt für einen potenziellen Standort in Berlin[13]
- 2011: „Hanging Hedges“ – Landartprojekt erarbeitet[14]
- 2011: Kunstprojekt an der Johann-August-Zeune-Schule für Blinde
- 2011: Auftrag für die künstlerische Gestaltung des jährlich vergebenen Hans-Peter-Hauschild-Preises für die Deutsche AIDS-Hilfe
- 2012/13: Sturgeon r.t.r. Project – künstlerisch-bildhauerische Begleitung der Wiederansiedlung des Störs in Flüssen in Deutschland, Holland, Frankreich und England[15]

Aus den genannten Projekten wurden mehrere im Rahmen des sozialen Engagements gestiftet bzw. durchgeführt:
- 1995: „Figuren gegen das Vergessen“ am Anhalter Bahnhof
- 1999: Jugendprojekt Sachsenhausen – Außenlager Klinkerwerk
- 1999: drei Skulpturen aus dem Projekt „Creating Modern Myths“ für die Ausstellung „100 Jahre Blinden-Museum“ in Berlin
- 2011: Projekt „Modellieren für blinde Kinder“ in der Johann-August-Zeune-Schule für Blinde

#### Angewandte Kunst und Kunsthandwerk

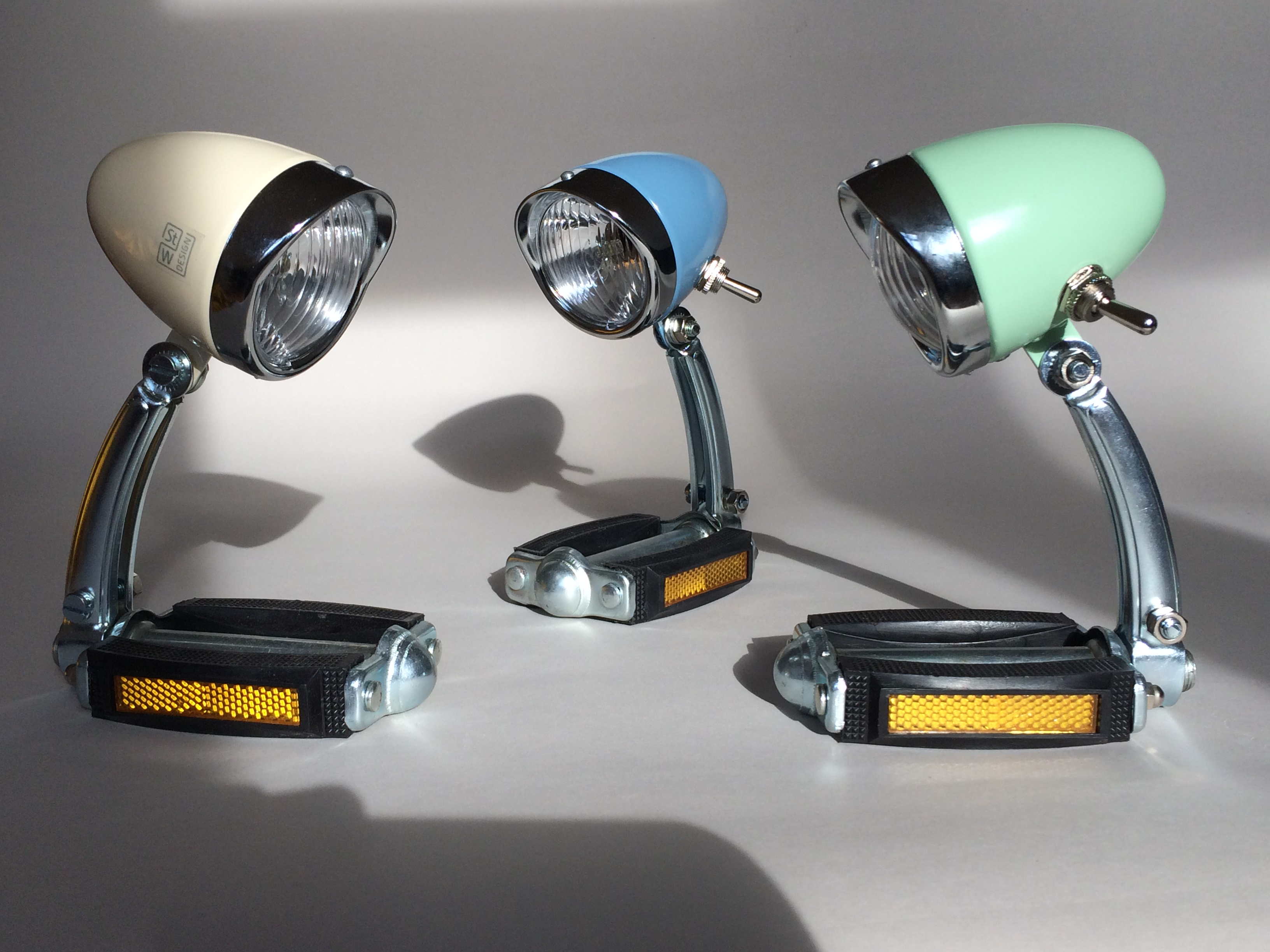
Upcycling-Design-Leuchten blamp 1 spring collection

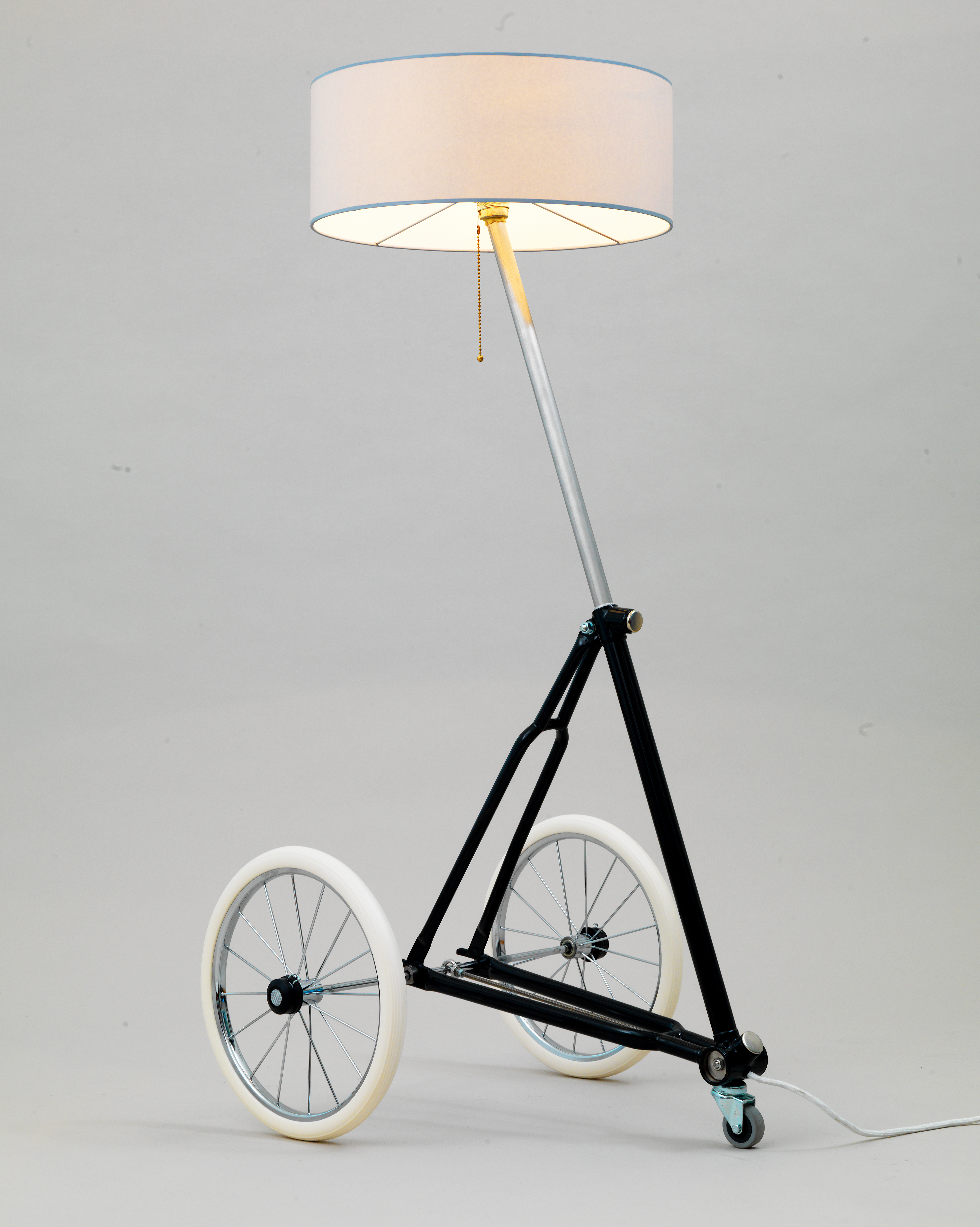
Upcycling-Leuchte Alt-Moabit black aus Fahrradteilen

- 2014: Ausbau der Bronzemöbel-Serie „living sculpture“
- 2016: Kreation und Vermarktung unter dem Upcycling-Label „stw-design“[16]
- Lampenkollektion „smarte Upcycling-Ideen aus Berlin“
- April 2025: Fahrrad-Upcycling-Kollektion bei „FahrArt“ im „Haus der Materialisierung“ Otto-Braun-Straße, Berlin-Mitte
- Mai 2025: Fahrrad-Upcycling-Kollektion bei der „VELOBerlin 2025“ auf dem Tempelhofer Feld in Berlin

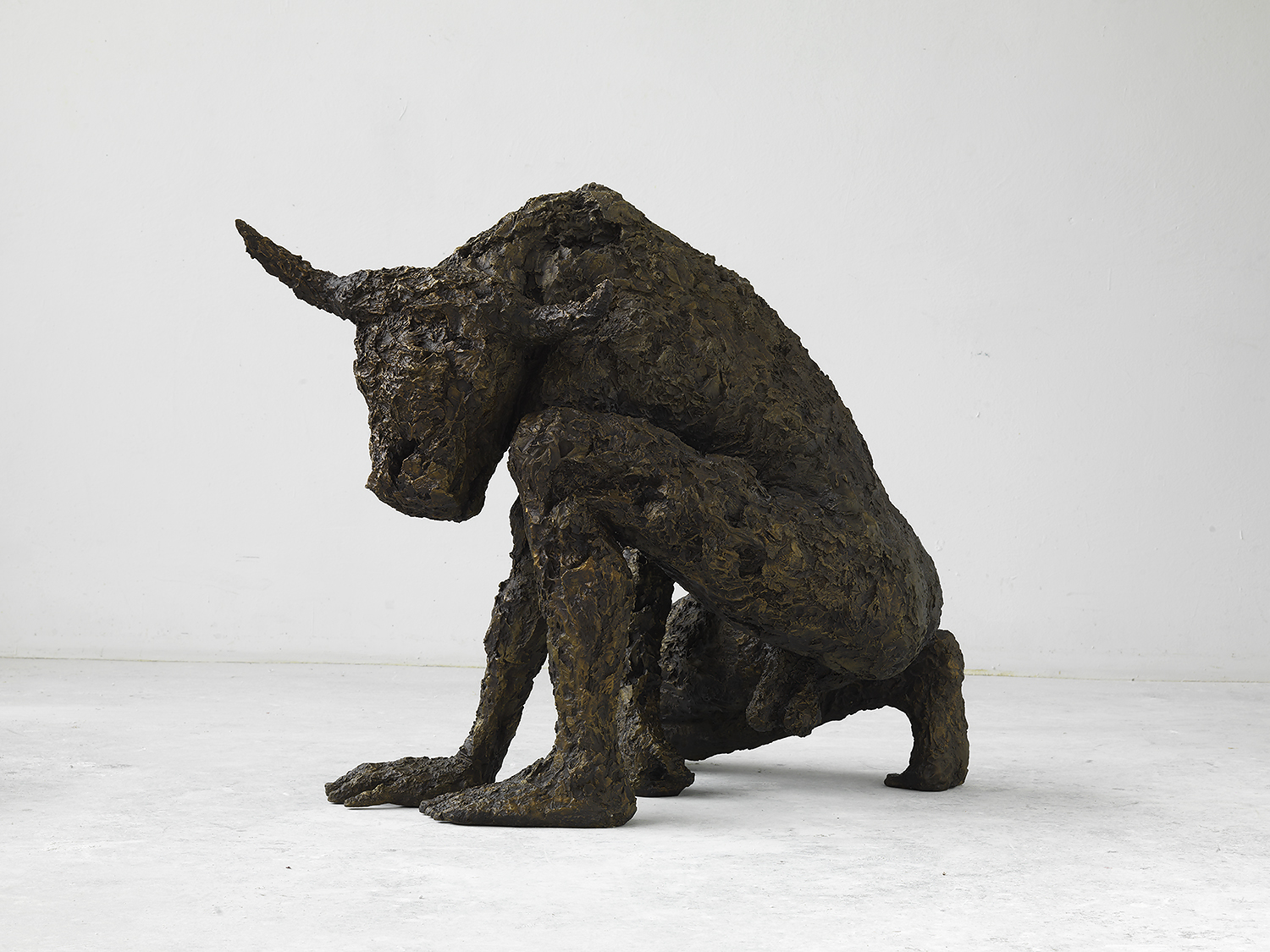
Bronzeskulptur Minotaur in der Kunstgießerei Hermann Noack, Berlin

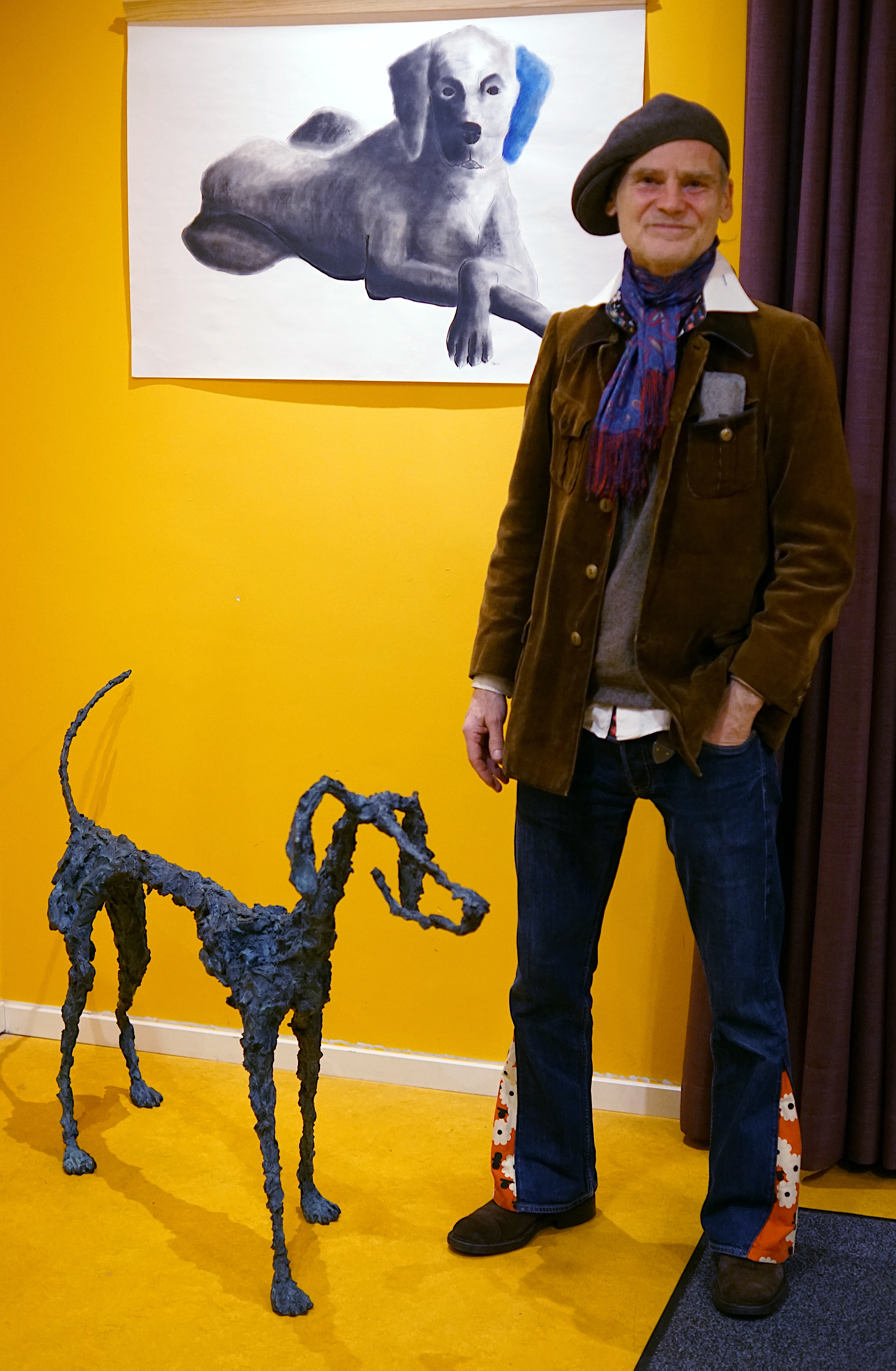
Stuart Wolfe bei der Vernissage „Ein Hund ist nie … nur ein Hund!“

### Einzelausstellungen (Auswahl)
- Galerie Schlangenbader Straße, Kunstamt Wilmersdorf
- Galerie Treppenhaus II, Kunstamt Steglitz
- Anhalter Bahnhof „Figuren gegen das Vergessen“
- 8 Figuren in der Hohenzollernkirche Wilmersdorf
- 8 Figuren im Berliner Dom
- Galerie Hofkunst[17]
- „Figuren gegen das Vergessen“ in Oranienburg-Sachsenhausen, Eröffnungsrede Prof. Günter Morsch
- „Figuren gegen das Vergessen“ in Ravensbrück
- „Figuren gegen das Vergessen“ in Neuengamme
- „Figuren gegen das Vergessen“ in Bonn im Ministerium für Bundes- und Europaangelegenheiten des Landes Nordrhein-Westfalen, Eröffnungsreden von Minister Manfred Dammeyer, Ignatz Bubis (Präsident des Zentralrat der Juden in Deutschland) und Stuart Wolfe
- „Figuren gegen das Vergessen“ in Theresienstadt
- „Figuren gegen das Vergessen“ im Haus der Wannsee-Konferenz, Eröffnungsrede von Gedenkstätten-Direktor Norbert Kampe
- „Figuren gegen das Vergessen“ vor dem Landtag Nordrhein-Westfalen in Düsseldorf
- „Figuren gegen das Vergessen“ im Jakobskirchhof Weimar – Beitrag zur Kulturhauptstadt 1999
- „Hunde – der Kampf und das Kämpfen“ in der gallery sleeping dogs Berlin
- „Dogs“ im Hotel Westin Grand Berlin
- Skulpturenzentrum am Spreebord – Kunsthalle auf dem Gelände der Kunstgießerei Hermann Noack
- „Ein Hund ist nie … nur ein Hund!“ im Möckernkiez-Café, Berlin-Kreuzberg, 10. Dezember 2022 bis 31. Januar 2023[18]

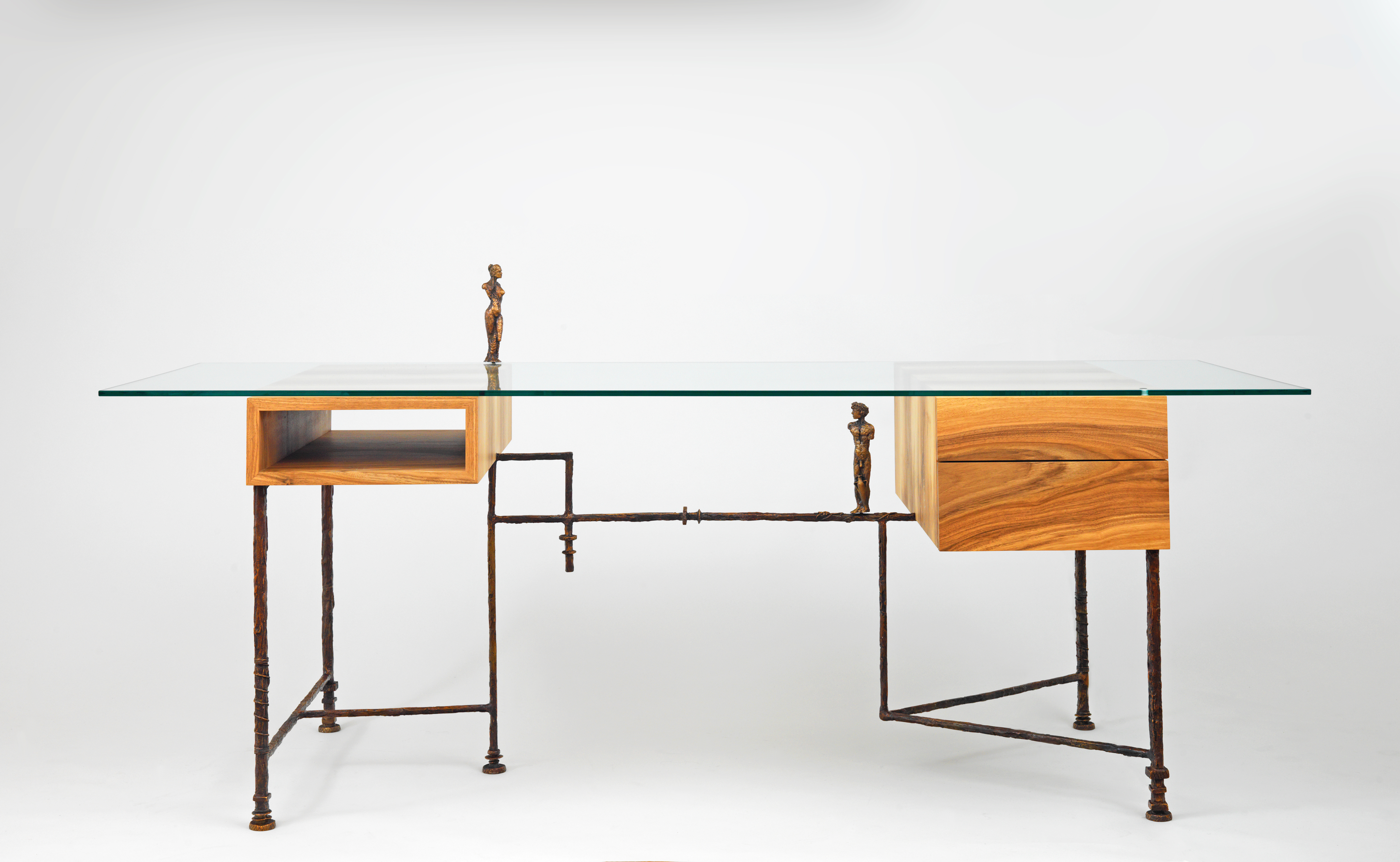
Schreibtisch Latitude aus Bronze, Holz und Glas

Bronze-Glas-Tisch Amphibien

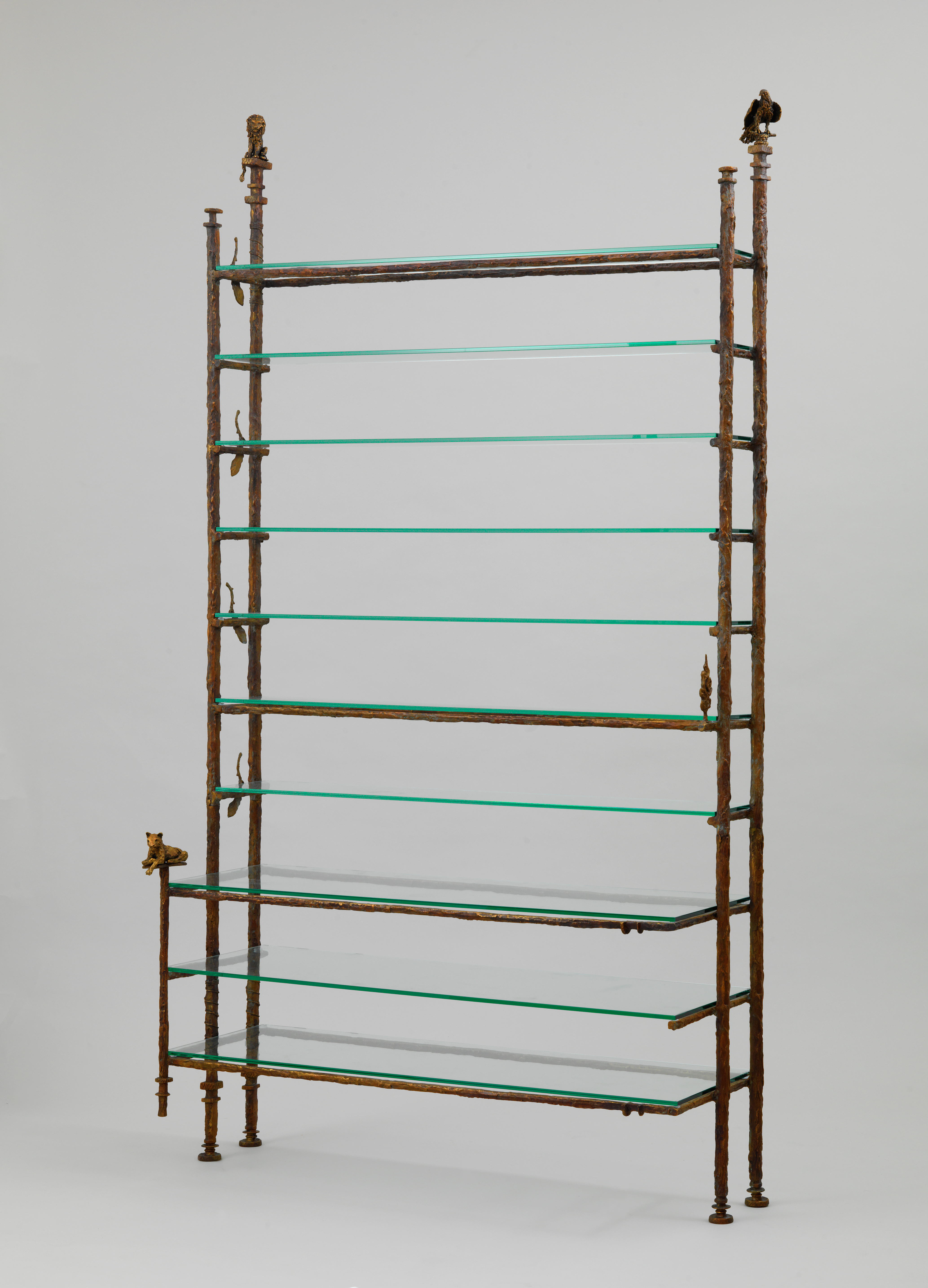
Bronze-Glas-Regal Arabesque mit Tierfigurinen

### Gruppenausstellungen
- Galerie Hahn Sylt, Künstlerhaus Odense und U-Bahn-Linie 9 Berlin – jeweils über den Bildhauerverein Michael Schutz
- Galerie Richter, Berlin
- Werkstattgalerie Hermann Noack[19]
- gallery sleeping dogs mit „4 europeans 1 dog“
- Berliner Aids-Hilfe
- Maison & Objet, Paris
- Museum der Arbeit, Hamburg
- Forum Factory Berlin, Gallery Week End
- Galerie Michael Schmalfuß in der „Löwenvilla Potsdam“
- Kunst-Werkstatt „Auf den Gleisen nach Theresienstadt“, seit März 2023

### Gemeinnützige Modellier-Workshops
- für die Insassen in der Justizvollzugsanstalt für Frauen, Berlin-Lichtenberg, Mai bis September 2022
- für blinde und sehbehinderte Menschen im Atelier Möckernstraße 92, Berlin-Kreuzberg, Januar/Februar 2024 und Juli 2025

### Auszeichnungen
2003: Artist in Residence in Berlin

## Rezeption in den Medien (Auswahl)
Die wohl ausführlichste Beschreibung des Films Eine liebe wie andere auch mit Stuart Wolfe in einer der beiden Hauptrollen liefert das Berlinale-Programm 1983. Darin äußern sich auch die beiden Regisseure, Hans Stempel und Martin Ripkens, in einem Interview. Auf der Berlinale 2008 erhielten Stempel und Ripkens einen Special Teddy Award für ihr Filmschaffen, das es gegen die gesellschaftlichen Konventionen nie leicht hatte.

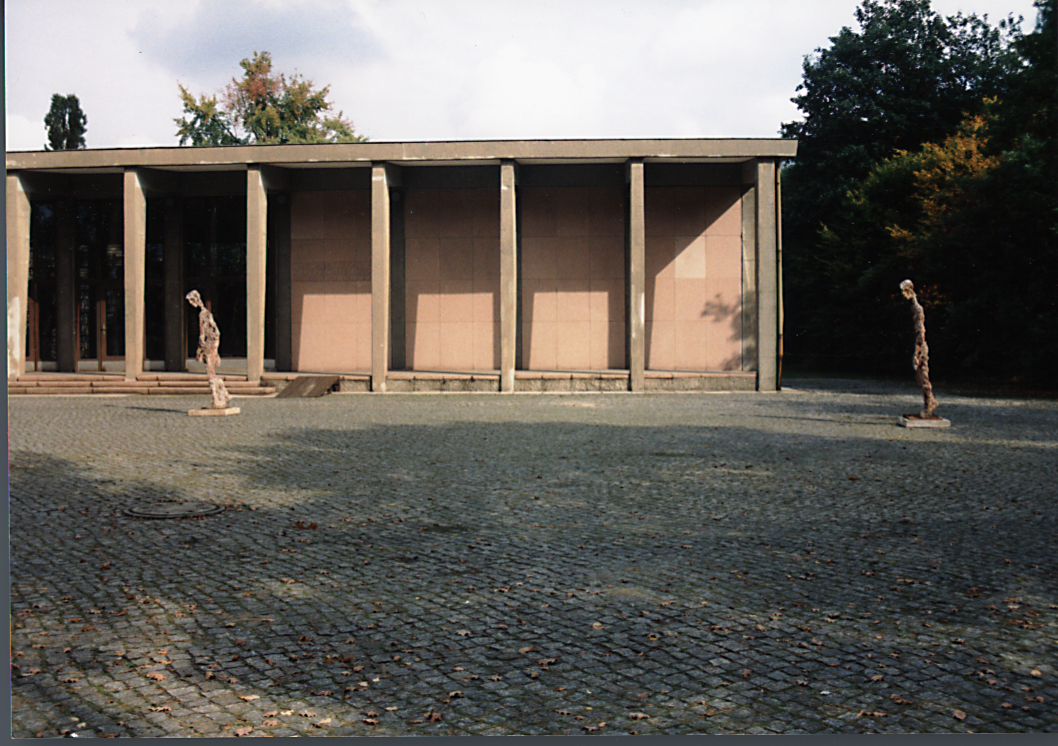
„Figuren gegen das Vergessen“ in der KZ-Gedenkstätte Sachsenhausen

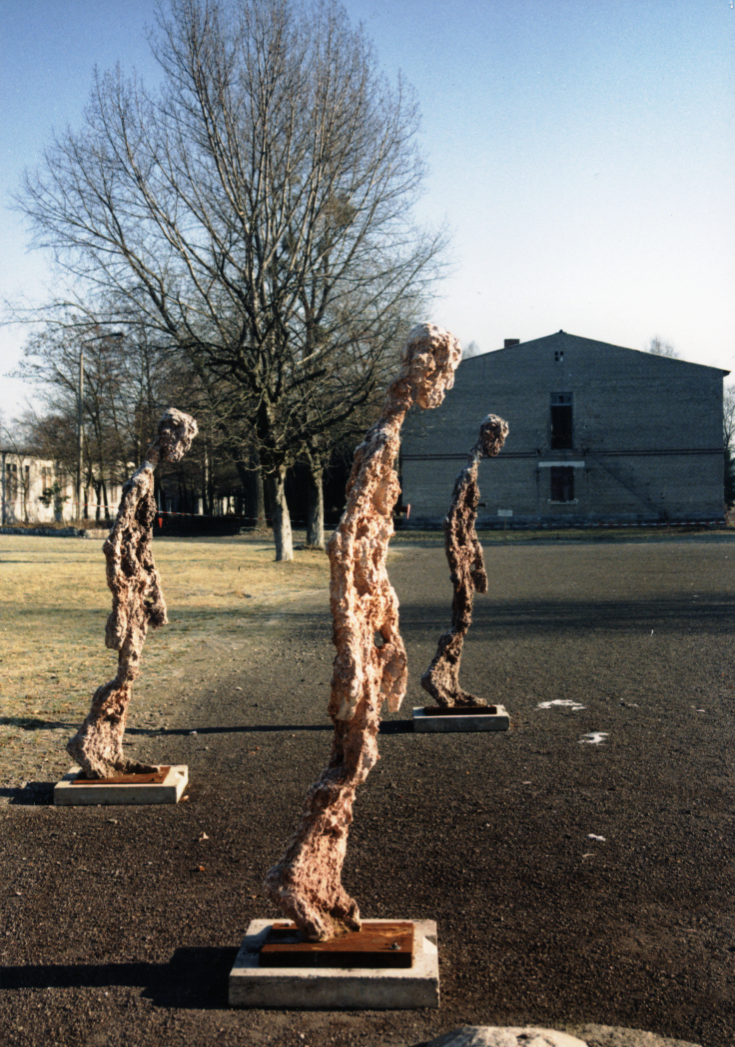
„Figuren gegen das Vergessen“ in der KZ-Gedenkstätte Ravensbrück

Die größte Aufmerksamkeit fand der Bildhauer Wolfe mit seinen Figuren gegen das Vergessen, die über mehrere Jahre an verschiedenen Orten (Anhalter Bahnhof Berlin, NS-Gedenkstätten Sachsenhausen und Ravensbrück) aufgestellt und schließlich von der Stiftung Brandenburgische Gedenkstätten angekauft wurden. Die acht Plastiken bestehen aus Gips, Holzwolle und Eisen und tragen verschiedenfarbige Winkel als Symbole für die unterschiedlichen Häftlingsgruppen.
So würdigt der Arbeitskreis Konfrontationen Berlin – Partner des Fritz Bauer Instituts und der pädagogischen Annäherung an Geschichte und Wirkung des Holocaust verschrieben – auf seiner Website, dass die Themen nationalsozialistische Verfolgung und Holocaust den Künstler Stuart Wolfe schon lange beschäftigen und verweist dabei auch auf das Jugendprojekt am „Gedenkplatz Klinkerwerk“ der Gedenkstätte Sachsenhausen. Die Website veröffentlicht Biografien und Beiträge von bz. über Persönlichkeiten wie Hannah Arendt, Fritz Cremer, Jürgen Habermas oder Loretta Walz.
Über die Übergabe der Skulpturen 2008 durch Hermann Schäfer, den stellvertretenden Beauftragten der Bundesregierung für Kultur und Medien, an die Stiftung Brandenburgische Gedenkstätten für die KZ-Gedenkstätte Ravensbrück wurde in einer Meldung der Bundesregierung berichtet. Schäfer: „Die Statuen des Künstlers Stuart Wolfe ergänzen die historisch fundierte Ausstellung der Gedenkstätte Ravensbrück um den künstlerischen Aspekt. Wolfe konfrontiert uns mit Menschen auf ihrem Weg ins Konzentrationslager. Ich freue mich sehr, dass die Bundesregierung den Erwerb dieser Statuen fördern konnte. Sie können hier, an einem authentischen Ort, ihre ganz besondere Wirkung entfalten.“
Spiegel Online zeigte 2017 in einer Bilderstrecke die aufgestellten Skulpturen in der Gedenkstätte mit der Bildunterschrift: „Wider das Vergessen: ‚Figuren gegen das Vergessen‘ heißen diese vor dem Tor der Mahn- und Gedenkstätte Ravensbrück aufgestellten Kunstwerke. Sie sollen an die Verbrechen erinnern, die hinter den hohen Mauern des Konzentrationslagers geschahen. Dazu gehörten unter anderem die Zwangsoperationen an zumeist polnischen Frauen.“
Verschiedene Ansichten der Figuren gegen das Vergessen sind darüber hinaus bei der kostenpflichtigen Bildagentur Alamy verfügbar.
Aber auch die Designprojekte finden immer wieder ihr Echo in Blogs, Presse- und TV.Beiträgen von Europa über Asien bis nach Lateinamerika, beispielsweise Costa Rica. Da es sich dabei auch um sogenanntes Upcycling handelt, werden Wolfes Arbeiten in Berlin außerdem als Bestandteil der Maker-Bewegung wahrgenommen. Statt Massenware zu kaufen, werden immer mehr Menschen kreativ und stellen Dinge selbst her. Dabei sind Kriterien wie Nachhaltigkeit und optimale Anpassung an die Besitzer genauso wichtig wie das Ausleben der eigenen Schaffenskraft. Hierüber diskutierten 2016 Experten im Forum Technoversum, der Zukunftsdebatte im Deutschen Technikmuseum. Das Berliner TrenntMagazin veröffentlichte 2017 ein Interview mit Wolfe zum Thema Upcycling-Kunst. Das britische Kulturreiseportal The Culture Tip ordnet Wolfes Arbeiten mit verwendeten Fahrradteilen in das Projekt Berlin Re Cycling ein.